# Geert Dewaele
Geert Dewaele (1976) is een Belgisch journalist en redacteur.

## Levensloop
Dewaele studeerde Germaanse filologie aan de Katholieke Universiteit Leuven, vervolgens voltooide hij een masterclass journalistiek aan de Erasmushogeschool Brussel (EhB).
Hij vatte zijn carrière aan bij Q-music en ging vervolgens aan de slag op de nieuwsdienst van VTM en later bij Kanaal Z. Op 2 januari 2008 werd hij aangesteld als hoofdredacteur van Jobat.
In september 2009 werd hij adjunct-hoofdredacteur van Het Nieuwsblad. In oktober van dat jaar volgde hij samen met Guy Fransen ad interim Michel Vandersmissen op als hoofdredacteur van deze krant. Begin 2010 werd het duo formeel aangesteld als hoofdredacteurs van deze krant. In september 2011 gaf Dewaele zijn ontslag uit deze functie.
Vervolgens was hij bij Eén hoofdredacteur van het humaninterestprogramma Iedereen beroemd, gemaakt door productiehuis Het Televisiehuis, een functie die hij uitoefende van mei 2012 tot augustus 2015. In september 2015 werd hij aangesteld als aanbodmanager bij Radio 1. In april 2018 ging hij aan de slag als storyteller bij TBWA\Serial. Eind 2018 werd hij hoofdredacteur bij News City, de koepel van Belgische nieuwsmerken van DPG Media. Daar was hij verantwoordelijk voor nieuwsvideo, redactionele projecten en het podcastaanbod. 